# Renzo Piano

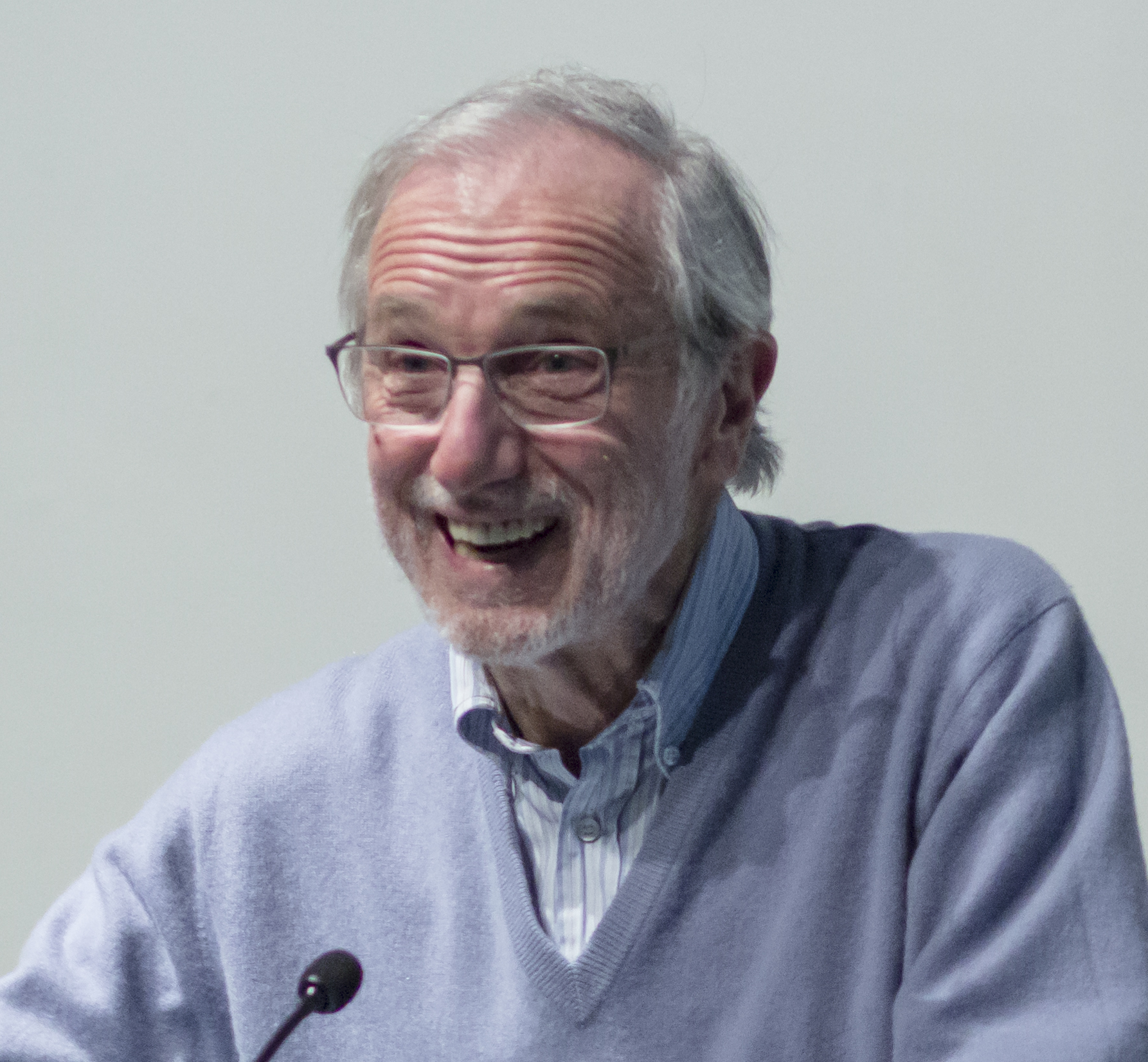
Renzo Piano, 2015

Renzo Piano (* 14. September 1937 in Genua) ist ein italienischer Architekt, Industriedesigner und Senator auf Lebenszeit.

## Leben
Piano wuchs in einer Familie von Bauunternehmern auf. Seine Leidenschaft zur Architektur verdankt er seinem Vater.
Renzo Piano studierte von 1962 bis 1964 an der Universität Florenz und erlangte 1964 das Diplom am Mailänder Polytechnikum. Von 1965 bis 1968 arbeitete er dort als Dozent. Die Unterstützung seines Vaters und Bruders ermöglichte es ihm, nach dem Studium sofort mit der Erforschung von Materialien und Technologien zu beginnen.
Auf Studienreisen nach Großbritannien und in die USA lernte er unter anderem Louis I. Kahn kennen. Piano machte im renommierten Architekturbüro von Kahn in Philadelphia ein Praktikum.
Durch seinen Unterricht am Polytechnikum in Mailand und an der Architectural Association School in London kam Renzo Piano in engeren Kontakt zu Richard Rogers. Renzo Piano und Richard Rogers gründeten in Paris ein gemeinsames Büro, nachdem sie den Wettbewerb für das Pariser Centre Pompidou (1971–1977) gewonnen hatten. Vorläufer zum Centre Pompidou war das 1973 fertiggestellte Bürogebäude von „B&B Italia“.
1977 gründete Renzo Piano mit dem Ingenieur Peter Rice ein gemeinsames Büro mit dem Namen „Piano & Rice“. Sie führten das Büro bis zu Rices Tode im Jahre 1993. Es entstanden Arbeiten wie das Quartierslaboratorium für Stadterneuerungen in Otranto (1979) sowie das Museum der Menil Collection in Houston, Texas (1981–1986). Renzo Piano lernte viel von seinem guten Freund Peter Rice. Anfang der 1980er-Jahre verwandelte sich das Studio in ein Building Workshop mit Büros in Paris und Genua. Der neue Name sollte vor allem den Teamwork-Charakter der gemeinsamen Arbeit unterstreichen.
In Berlin war Piano unter anderem mit der Bebauung eines Teils des Potsdamer Platzes betraut und führte dort zeitweise ebenfalls ein Büro. Dazu war Renzo Piano an der Planung von Großprojekten wie der Terminals des Flughafens Kansai in Osaka, Japan, und der Umgestaltung des Porto Antico (Alter Hafen) in seiner Heimatstadt Genua beteiligt.
Seinen Ruf als Museumsarchitekt erhielt Piano mit Projekten wie der Menil Collection in Houston, Texas, der Fondation Beyeler in Riehen bei Basel, dem Tjibaou-Kulturzentrum in Nouméa auf der zu Neukaledonien gehörenden Südseeinsel Grande Terre, dem Nasher Sculpture Center in Dallas, Texas, und dem 2005 fertiggestellten Zentrum Paul Klee in Bern. Zudem gestaltete er in Italien zwei große Auditorien: das Auditorium Niccolò Paganini in Parma und das Auditorium Parco della Musica in Rom.
Zu seinen jüngeren Projekten gehören der am 6. Juli 2012 eröffnete The Shard, der mit 310 Metern Höhe bis Oktober 2012 höchste Wolkenkratzer Europas, sowie mehrere Aufträge in New York City, darunter das New York Times Building und die Erweiterung der Pierpont Morgan Library.
Er leitet je ein Atelier in Genua und Paris, die unter dem Namen „Renzo Piano Building Workshop“ (RPBW) vereint sind. Im RPBW arbeiten Architekten, Ingenieure und weitere Spezialisten zum Teil seit Jahren zusammen.
Renzo Piano gilt als ein Meister der Bautechnik. Durch den Bau von zahlreichen Gebäuden rund um den Globus mit den verschiedensten Konstruktionen und Baumaterialien beweist er seine Fähigkeiten im Bereich der Bautechnologie. Bei all seinen Projekten dient die Technologie dazu, das Licht zu beleben, das Umfeld zu respektieren und die Integration in die Natur zu ermöglichen. Piano fällt durch Werke auf, bei denen die innovativen und konstruktiven Techniken lediglich das Werkzeug sind, um komfortable, solide und ökologische Gebäude zu gestalten. Piano gilt als sehr vielfältig in Bezug auf die Stilrichtungen seiner Werke. Funktion und Bedeutung der Gebäude sind für die Gestaltung entscheidend.
Am 30. August 2013 wurde Renzo Piano vom italienischen Staatspräsidenten Giorgio Napolitano zum Senator auf Lebenszeit ernannt.
Magda Arduino war Renzo Pianos erste Frau und Gefährtin seiner langen Entwicklung. Mit ihr hat Renzo Piano drei Kinder: Carlo, Matteo und Lia. Seit 1992 ist Renzo Piano mit der Architektin Emilia Rossato (Milly) verheiratet.

## Galerie

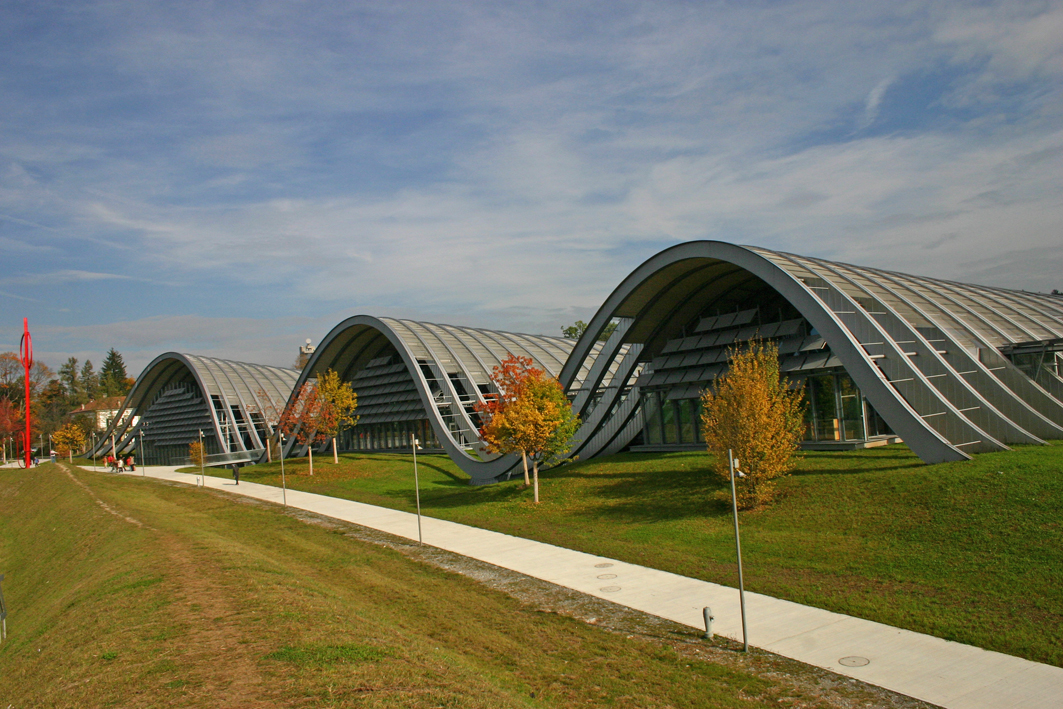
Zentrum Paul Klee in Bern
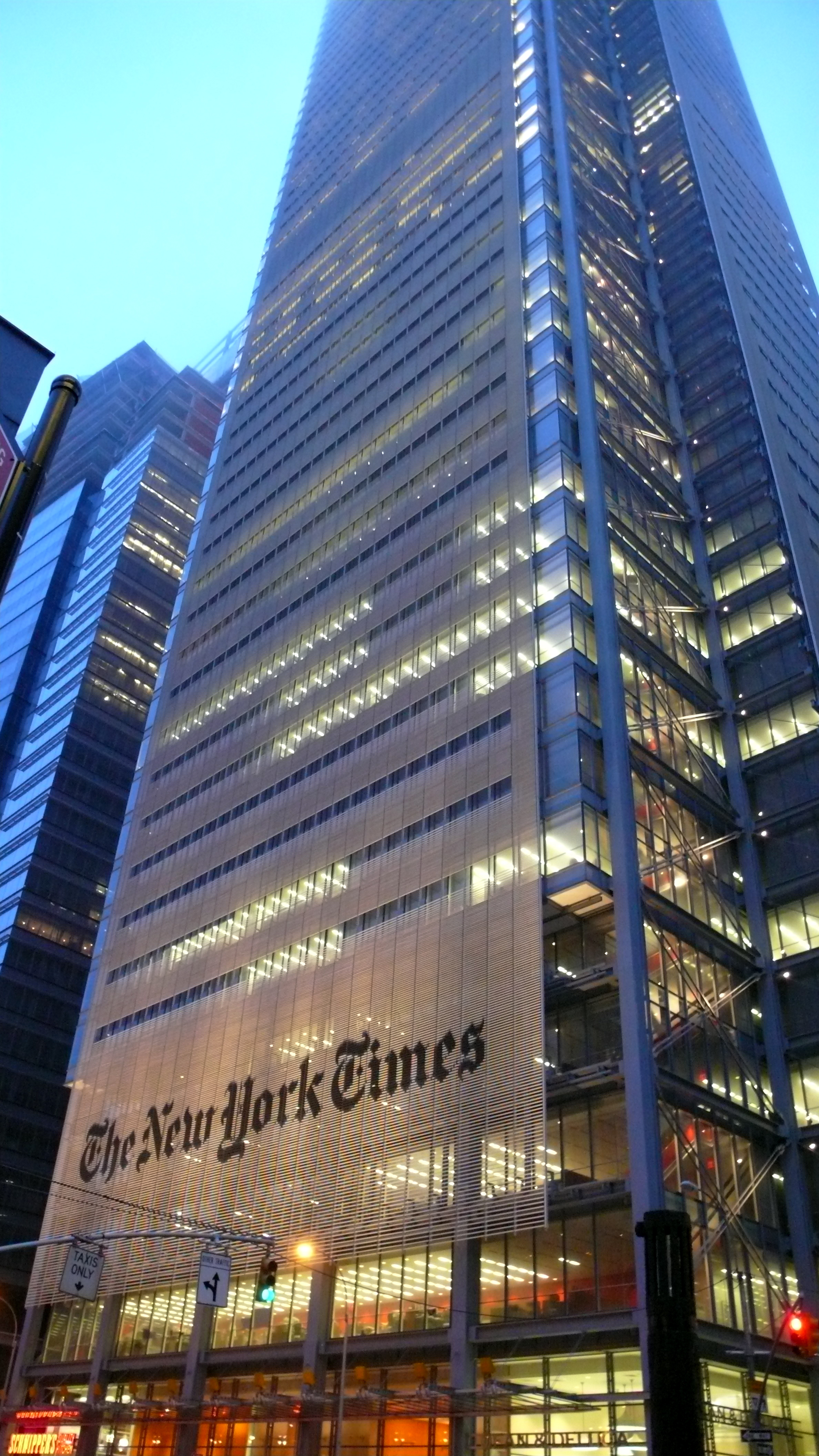
New York Times Building
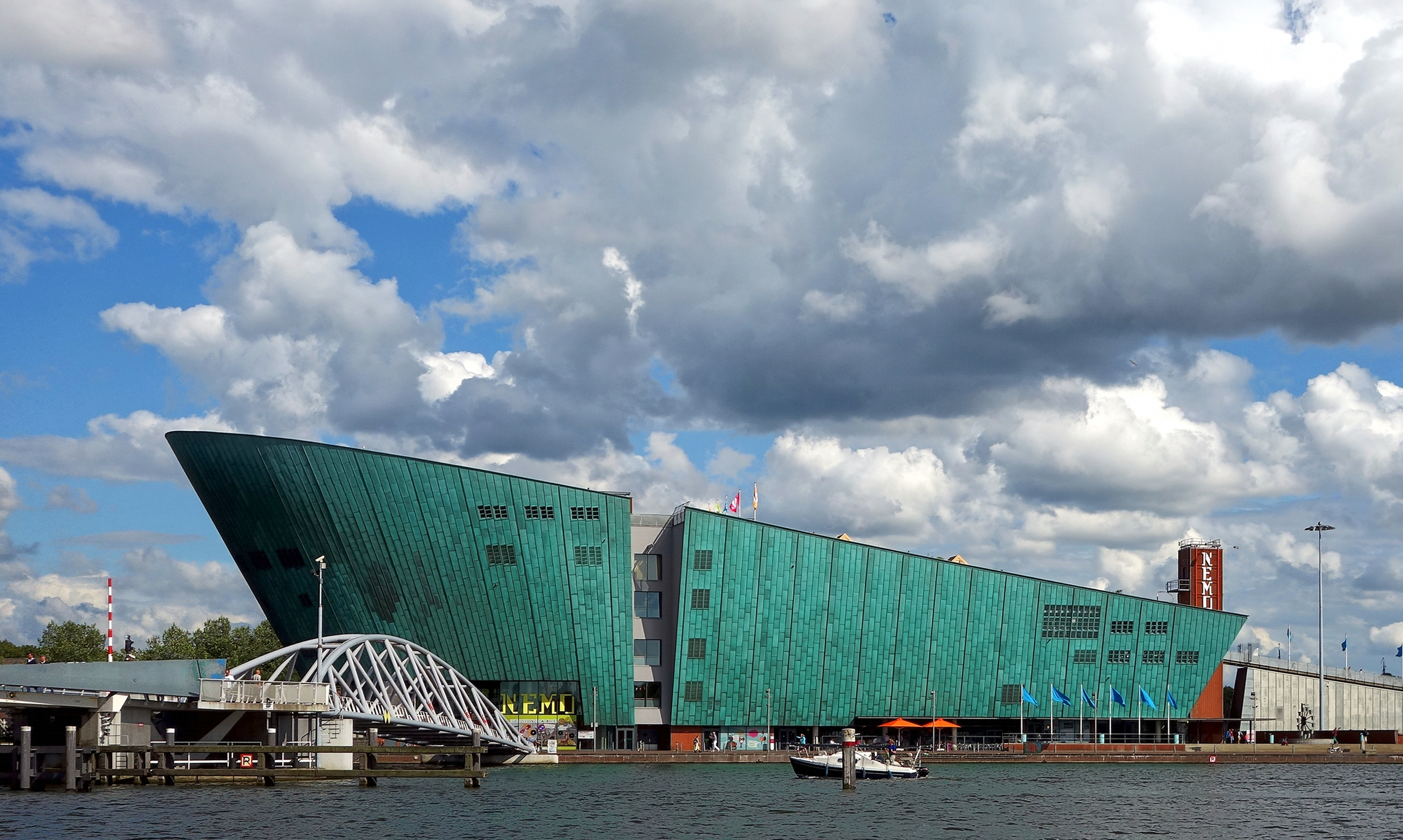
Wissenschaftsmuseum Nemo in Amsterdam
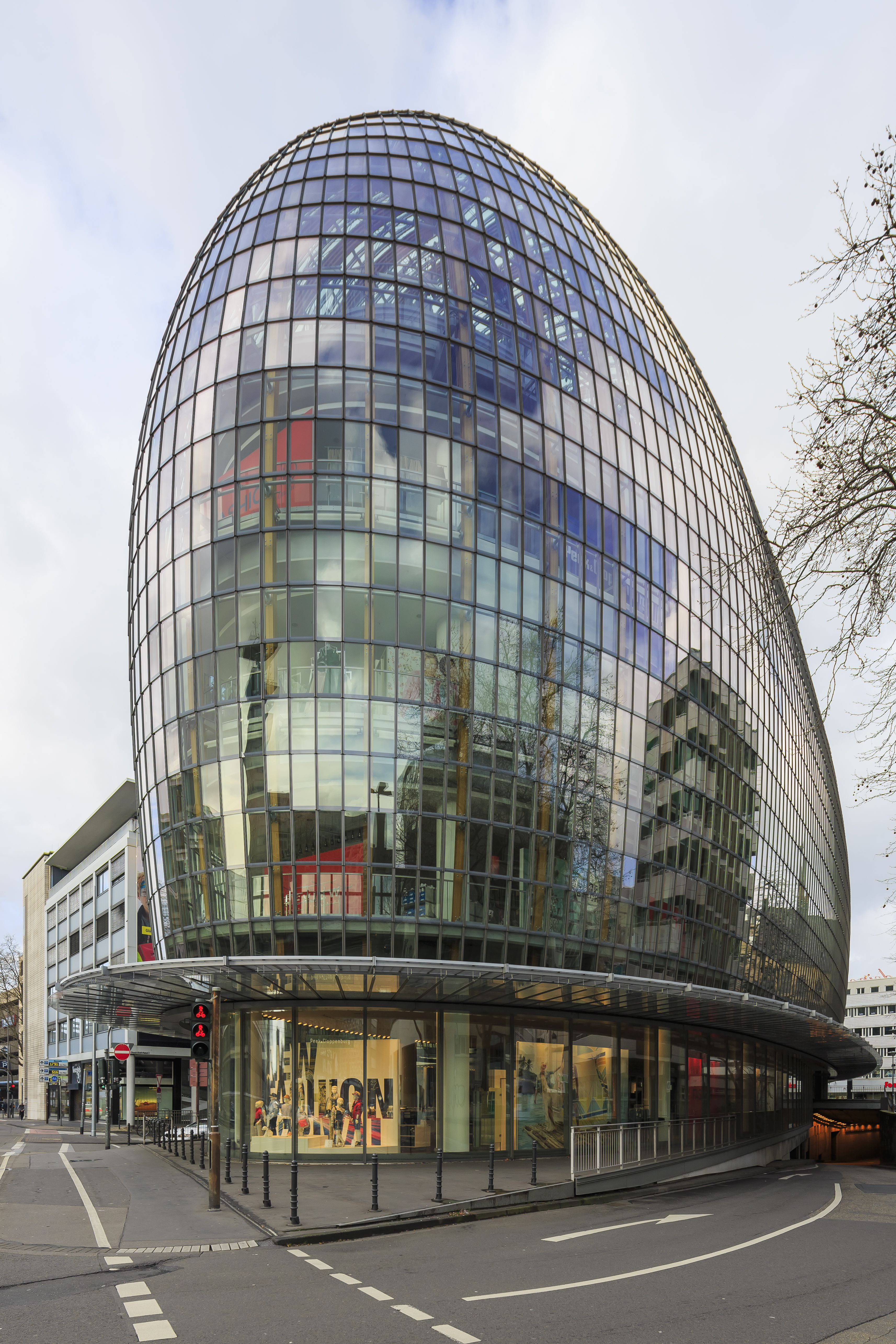
Weltstadthaus in Köln
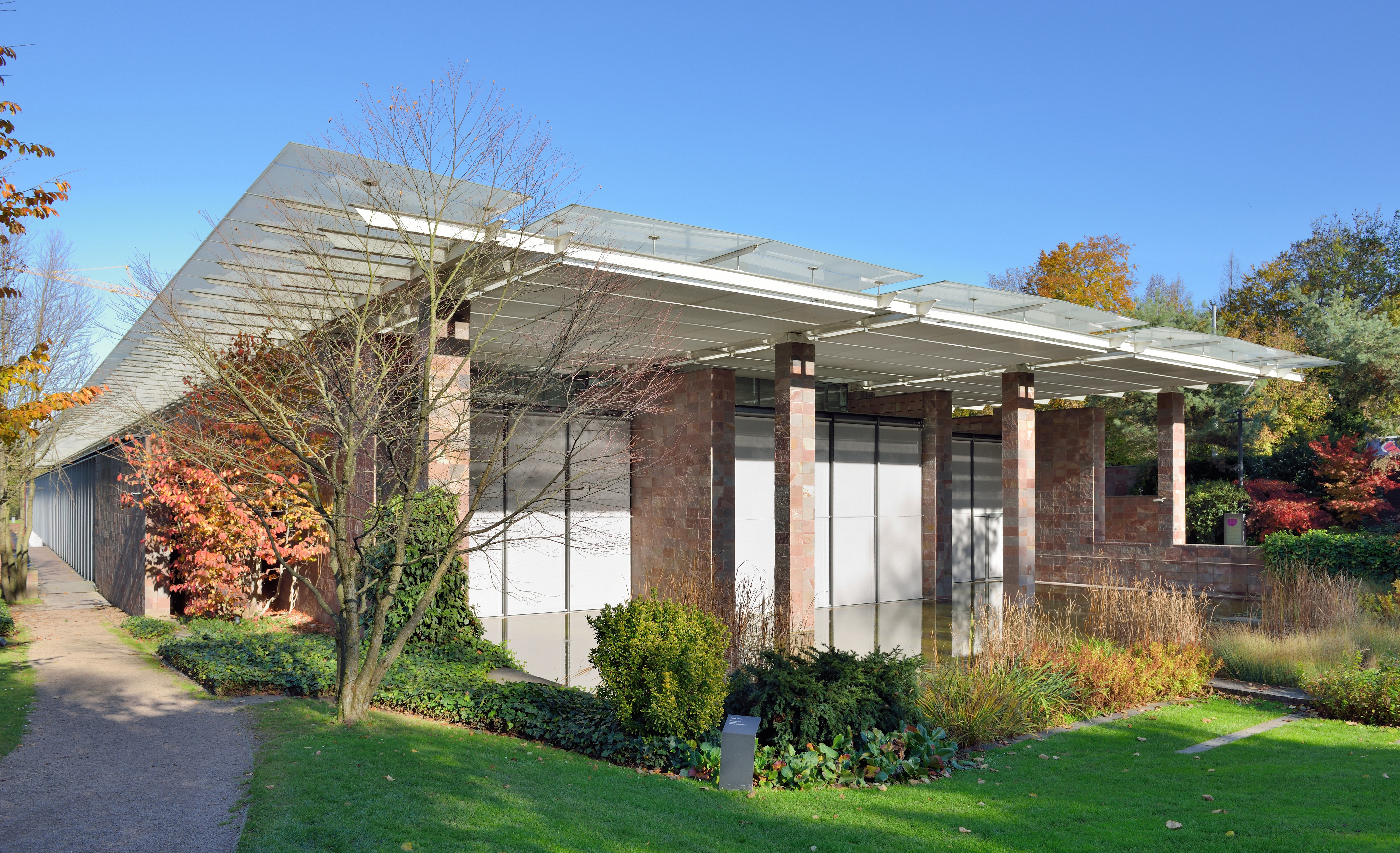
Fondation Beyeler in Riehen bei Basel
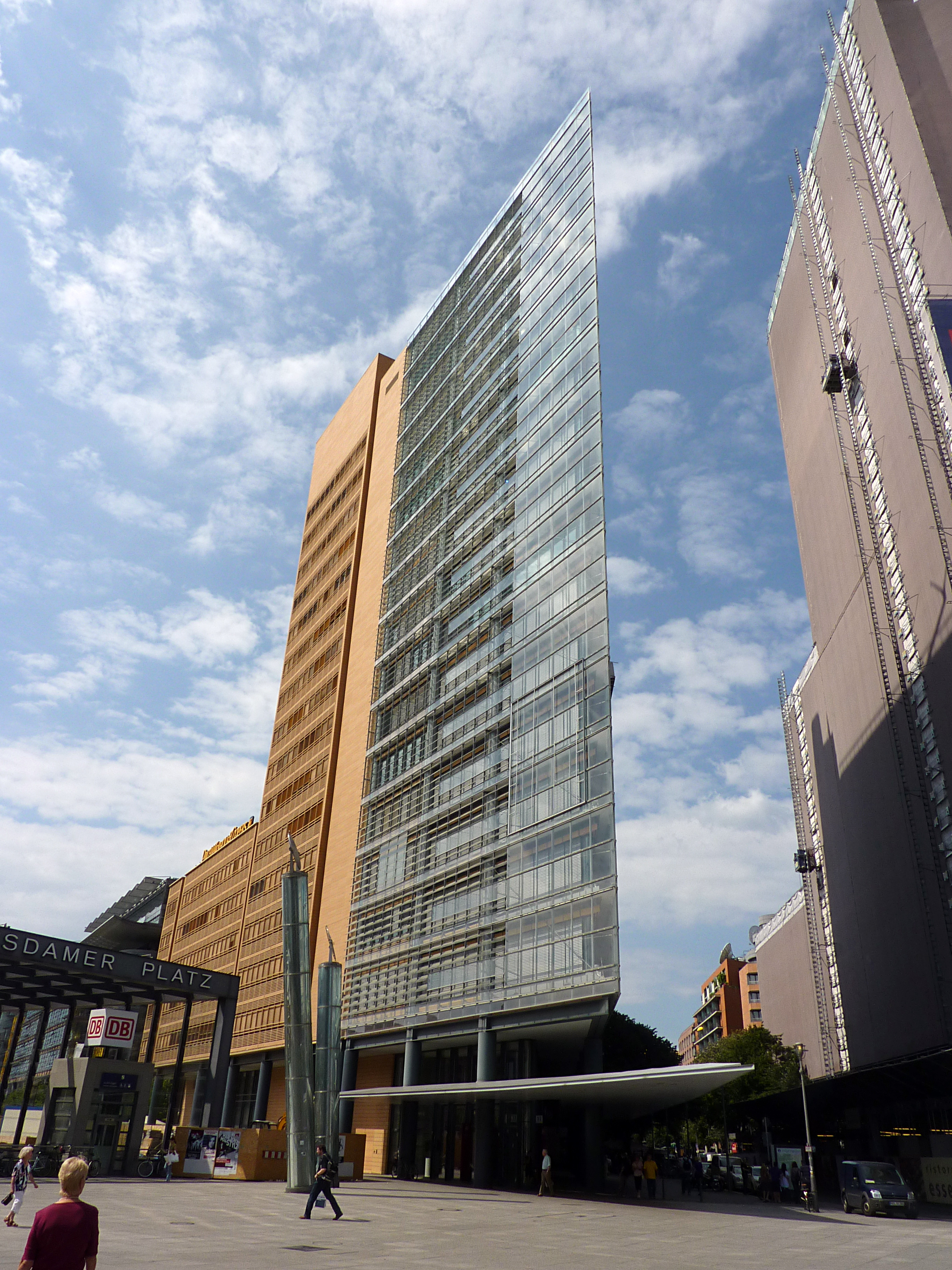
Bürohaus am Potsdamer Platz
Vorderseite des Centre Pompidou in Paris
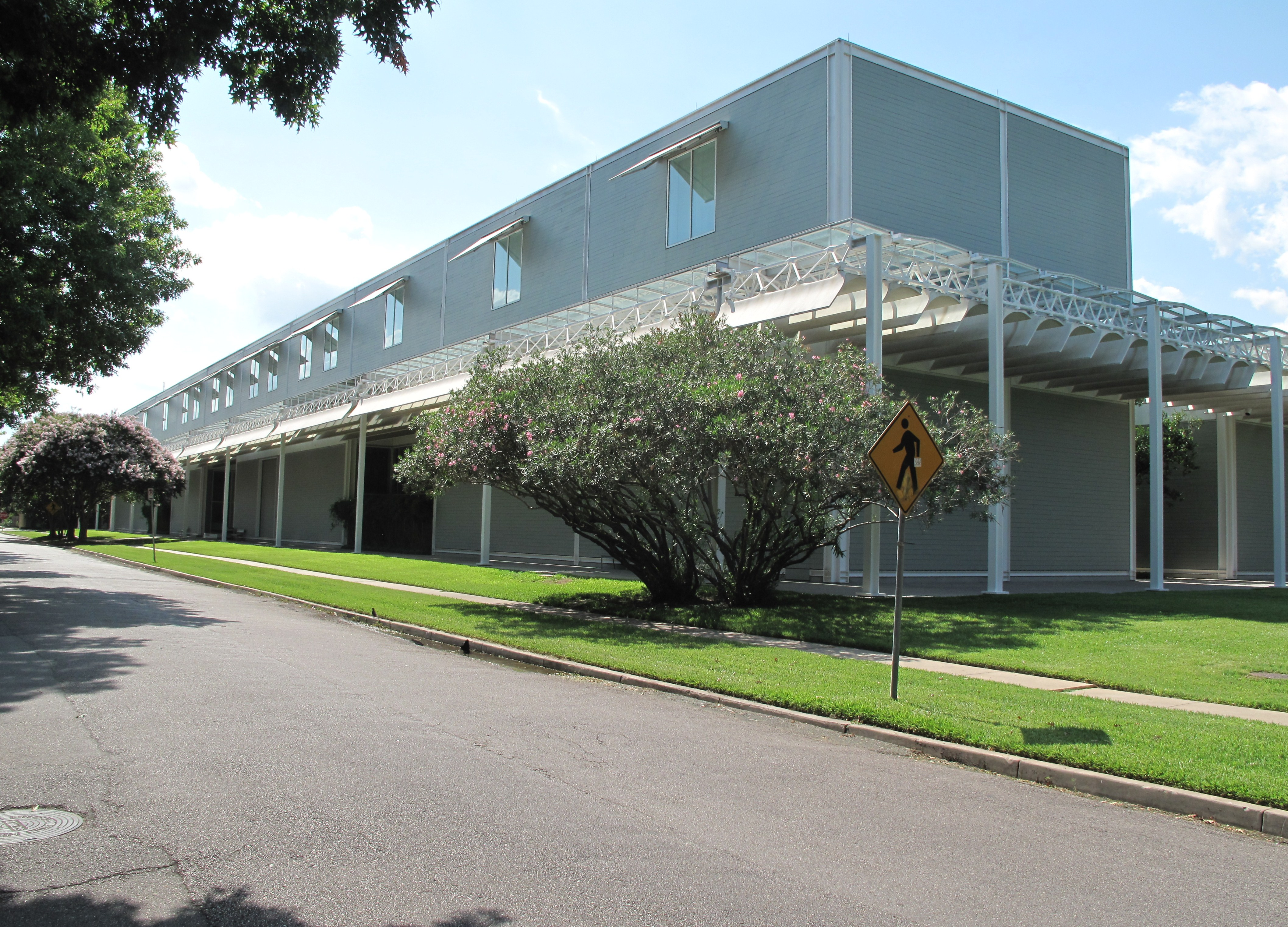
Menil Collection in Houston
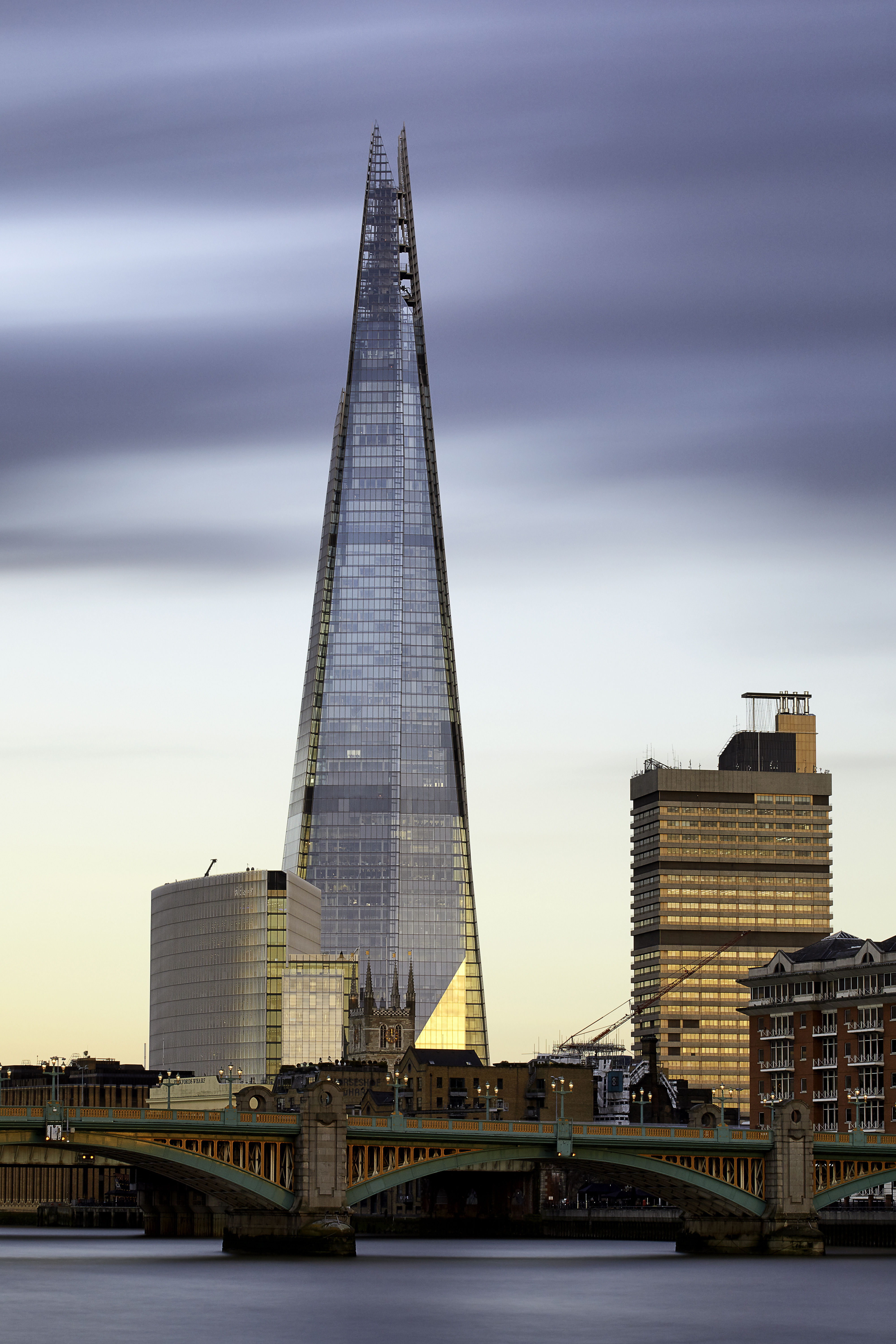
The Shard in London
Stadio San Nicola in Bari

## Werke (Auswahl)
| - 2019 (Plan): Parkapartments am Belvedere, Wohngebäude und Hotel in Wien - 2018: San Giorgio-Brücke Genua - 2017 (Plan): FLOAT, Bürogebäude im Medienhafen Düsseldorf, Projekt (vormaliger Projektname: Casa stupenda) - 2017: Neuer Justizpalast Paris - 2016: Stavros Niarchos Foundation Cultural Center, Athen - 2015: Il-Parlament il-Ġdid, Sitz des maltesischen Parlaments, Valletta - 2014: Harvard Art Museums (Cambridge, Massachusetts) - 2013: Pjazza Teatru Rjal, Freilichtbühne in den Überresten des früheren Royal Opera House in Valletta - 2013: MUSE – Museo delle Scienze, Museum der Wissenschaft, Trient, im neuen Wohn- und Geschäftsviertel Le Albere, eröffnet am 27. Juli - 2012–2016: Oscar-Akademie auf dem Gelände des Los Angeles County Museum of Art (LACMA), - 2012: Konzertsaal in L’Aquila, Auditorium del parco - 2012: Isabella Stewart Gardner Museum, Boston, New building - 2012: Astrup Fearnley Museet, Oslo, - 2011–2013: City Gate (Valletta), Neugestaltung der Stadttore der maltesischen Hauptstadt Valletta - 2012: The Shard (zur Zeit der Fertigstellung höchster Wolkenkratzer Europas, südlich der London Bridge) - 2009: The Modern Wing of the Art Institute of Chicago, Museumserweiterung und Umfeld Chicago - 2008: Broad Contemporary Art Museum, Los Angeles - 2005–2008: California Academy of Sciences San Francisco - 2004: Porto di Genova Masterplan, Genua - 2004: Whitney Museum of American Art, New York City - 2002: Columbia University Expansion Masterplan, New York City - 2001: St. Giles Court, London - 2001: La Rocca Winery, Gavorrano, Grosseto - 2000: New York Times Tower, New York City - 2000–2006: Pierpont Morgan Library, New York City - 2000–2004: EMI Music France Headquarters, Paris - 2000–2002: Pinacoteca Giovanni e Marella Agnelli, Turin - 2000–2001: La Bolla, anlässlich des G8-Gipfels 2001, Genua - 1999–2005: Zentrum Paul Klee, Bern - 1999–2005: Woodruff Arts Center, High Museum of Art, Atlanta, Georgia - 1999–2005: Weltstadthaus, Köln - 1999–2003: Nasher Sculpture Center, Dallas - 1999: Chicago Art Institute Expansion, Chicago - 1998–2004: Il Sole 24 Ore Headquarters, Mailand - 1998–2002: Lingotto Ingenieurschule, Turin - 1998–2002: Lingotto Movie Theater, Turin - 1998–2001: Maison Hermes, Tokio - 1997–2001: Auditorium Niccolò Paganini, Parma | - 1997–2000: KPN Telecom Office Tower, Rotterdam - 1996–2000: Centre Pompidou Renovation, Paris - 1996–2000: Aurora Place, Sydney - 1996–1998: Ferrari Wind Tunnel, Maranello, Modena - 1994–2002: Auditorium Parco della Musica, Roma - 1993–1998: Mercedes Benz Design Center, Sindelfingen - 1993–1997: debis-Haus im Quartier Daimler, Berlin - 1992–2000: Potsdamer Platz, Masterplan zur Rekonstruktion (Quartier Daimler), Berlin - 1992–1997: NEMO Nationales Wissenschafts- und Forschungszentrum, Amsterdam - 1992–1996: Atelier Brancusi Reconstruction, Paris - 1992–1995: Cy Twombly Gallery, Houston - 1991–2004: San Pio da Pietrelcina, San Giovanni Rotondo, Foggia - 1991–2001: Banca Popolare di Lodi Headquarters, Lodi - 1991–1998: Tjibaou-Kulturzentrum, Nouméa - 1991–1997: Fondation Beyeler, Riehen bei Basel - 1989–1996: Ushibuka Bridge, Ushibuka, Kumamoto - 1989–1991: Renzo Piano Building Workshop, Punta Nave, Genua - 1988–1994: Kansai International Airport Terminal, Osaka - 1988–1990: IRCAM Erweiterungsbau, Paris - 1988–1990: Thomson Optronics Factory, Saint Quentin-en-Yvelines - 1987–1991: Appartements Rue de Meaux, Paris - 1987–1990: Bercy 2 Shopping Center, Paris - 1985–1996: Cité International, Lyon - 1985–1992: Porto Antico, Genua - 1985–1992: Credito Industriale Sardo Headquarters, Cagliari - 1985–1987: Institute for Research into Light Metals, Novara - 1984–1985: Lowara Company Offices, Montecchio Maggiore, Vicenza - 1983–1993: Lingotto Fabrikumbau, Turin - 1991: Regal Princess, Kreuzfahrtschiff (Design) - 1990: Crown Princess, Kreuzfahrtschiff (Design) - 1983–1991: Subway Stations, Genua - 1983–1986: IBM Travelling Pavillon, Europe - 1983–1984: PROMETEO Musical Space, Venedig/Mailand - 1981–1987: Menil Collection, Houston - 1978–1982: Casa El Rigo Evolutive, Corciano, Perugia - 1971–1977: Centre Pompidou, Paris (in Zusammenarbeit mit Richard Rogers) - 1971–1973: B&B Italia Offices, Novedrate, Como - 1970–1974: Casa Luci-Giannotti-Simi-Pepe, Cusago, Mailand |

## Industriedesign
Für den italienischen Leuchtenhersteller Iguzzini gestaltete Piano eine Reihe von Leuchten. Diese Leuchten wurden teilweise speziell für seine Gebäude entworfen und sind seit vielen Jahren im Programm.
- Le Perroquet (für das Bauwerk Centre Georges Pompidou)
- Lingotto (für den Umbau des Fiatwerks in Turin)
- LED-Pollerleuchte Lander (für das Stavros Niarchos Kulturzentrum), ausgezeichnet mit dem Red Dot Preis für Industriedesign 2017[15]

Ein Tisch- und Regalsystem hat Piano für den italienischen Hersteller Fontana Arte gestaltet.

## Preise, Auszeichnungen und Ehrungen
Renzo Piano gehört zur Weltelite der Architekten. Zwischen 1978 und 2000 erhielt er über 30 Architekturpreise. Das Time-Magazin listete ihn 2006 als einen der 100 einflussreichsten Menschen der Welt.
- 1978: Auguste-Perret-Preis
- 1985: Assoziiertes Mitglied der Académie royale des Sciences, des Lettres et des Beaux-Arts de Belgique[16]
- 1989: Royal Gold Medal des Royal Institute of British Architects
- 1989: Ehrenmitgliedschaft des Bundes Deutscher Architekten BDA
- 1990: Kyoto-Preis
- 1993: Mitgliedschaft der Akademie der Künste (Berlin)
- 1993: Mitgliedschaft der American Academy of Arts and Sciences
- 1995: Praemium Imperiale
- 1998: Pritzker-Preis
- 2001: Wexner Prize
- 2005: Kythera-Preis
- 2008: Sonning-Preis
- 2008: Goldmedaille des American Institute of Architects
- 2013: Wahl zum Vollmitglied (NA) der National Academy of Design[17]
- 2013: Ernennung zum Senator auf Lebenszeit[18]
- 2016: Benennung eines Asteroiden nach ihm: (216241) Renzopiano

## Veröffentlichungen
- Mein Architektur-Logbuch. Hatje Cantz Verlag, Ostfildern-Ruit 1997, ISBN 978-3-7757-0670-4.
- Architekturen des Lebens., Hatje Cantz Verlag, Ostfildern-Ruit 2000, ISBN 978-3-7757-0960-6.
- Museumsarchitektur. Hatje Cantz Verlag, Ostfildern-Ruit 2007, ISBN 978-3-7757-2040-3.